# Amont-et-Effreney
Amont-et-Effreney é uma comuna francesa na região administrativa da Borgonha-Franco-Condado, no departamento do Alto Sona. Estende-se por uma área de 16.83 km². Em 2010 a comuna tinha 164 habitantes (densidade: 9,7 hab./km²).